# Vilho Tilkanen
Vilho Oskari Tilkanen (14 de abril de 1885 – 1 de agosto de 1945) foi um ciclista olímpico finlandês. Representou sua nação em dois eventos nos Jogos Olímpicos de Verão de 1912.